# 紐約時報訂閱優惠中
《紐約時報訂閱優惠中》是一部由史蒂芬·金於2008年所著的短篇小說，當時發佈在The Magazine of Fantasy & Science Fiction雜誌上，並於同年收錄在短篇小說集《日落之後》內。

## 故事簡介
安的丈夫詹姆士在飛機意外中身亡。不過安突然收到詹姆士的來電，詹姆士指自己已經死亡，正處於一個類似中央車站的地方。詹姆士同時告訴安，不要接近麵包店和不要讓家中的維修小子上污水渠，結果維修小子真的在污水渠掉下來，多年後麵包店亦發生爆炸案。